# Echte langoeren
De echte langoeren of soerili's (Presbytis) zijn een geslacht van Zuidoost-Aziatische apen uit de onderfamilie der slankapen (Colobinae). De andere langoeren worden soms ook tot dit geslacht gerekend, alhoewel ze meestal in aparte geslachten worden geplaatst, Semnopithecus voor de hoelmans en Trachypithecus voor de pruiklangoeren. Presbytis is Grieks voor "oude vrouw".

## Kenmerken
Echte langoeren zijn vrij kleine, slanke apen met lange staarten. De voorarmen zijn vrij lang en de handen zijn lang en smal, met een vrij kleine duim. De snuit is vrij klein. De rugzijde is bruin, grijs of zwartig van kleur, en de buikzijde is bleker. Sommige soorten hebben lichte tekeningen op het hoofd of op de dijen. De echte langoeren verschillen van de andere langoeren door de slecht ontwikkelde wenkbrauwbogen en de naar achter lopende kuif op de kop. De vorm van deze kuif verschilt per soort.
De echte langoeren worden 42 tot 61 centimeter lang en 5 tot 8,1 kilogram zwaar. De staart is langer dan de rest van het lichaam, tussen de 50 en de 85 centimeter.

## Leefwijze
Het zijn boombewonende dagdieren, die zich voornamelijk begeven in de boomkruin. Ze eten voornamelijk bladeren, aangevuld met vruchten en zaden. Soms komen ze naar de grond om daar mineralen uit de bodem te eten.

## Verspreiding en leefgebied
Echte langoeren komen enkel voor in hoge bossen op Malakka, Sumatra, Java, Borneo en nabijgelegen eilanden als de Mentawai-eilanden. 

## Voortplanting
Echte langoeren leven in kleine groepen, bestaande uit een volwassen mannetje en twee tot zes volwassen vrouwtjes, alhoewel er ook monogame paartjes voorkomen. Ook bestaan er groepjes van vrijgezelle mannetjes en solitair levende mannetjes. Soms nemen vrijgezelle mannetjes de hele groep of enkele vrouwtjes van een ander mannetje over. De langoeren krijgen per worp één jong. Ze hebben een witte of wittige vacht. Onvolwassen mannetjes verlaten hun geboortegroep, vrouwtjes blijven meestal.

## Taxonomie
Er worden 20 soorten in dit geslacht geplaatst:
- Geslacht: Presbytis (Echte langoeren)
  - Soort: Presbytis bicolor
  - Soort: Presbytis canicrus
  - Soort: Presbytis chrysomelas – Goudkleurige langoer
  - Soort: Presbytis comata – Soendalangoer
  - Soort: Presbytis femoralis – Bandlangoer
  - Soort: Presbytis fredericae
  - Soort: Presbytis frontata – Witvoorhoofdlangoer
  - Soort: Presbytis hosei
  - Soort: Presbytis melalophos – Zwartkuiflangoer
  - Soort: Presbytis mitrata
  - Soort: Presbytis natunae
  - Soort: Presbytis percura
  - Soort: Presbytis potenziani – Mentawailangoer
  - Soort: Presbytis robinsoni
  - Soort: Presbytis rubicunda – Rode langoer
  - Soort: Presbytis sabana
  - Soort: Presbytis siamensis – Bleekdijlangoer
  - Soort: Presbytis siberu
  - Soort: Presbytis sumatrana
  -  Soort: Presbytis thomasi – Thomaslangoer